# 日本生命球場

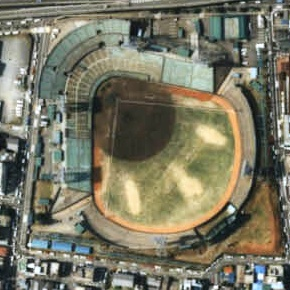
日生球場の航空写真（1985年撮影）

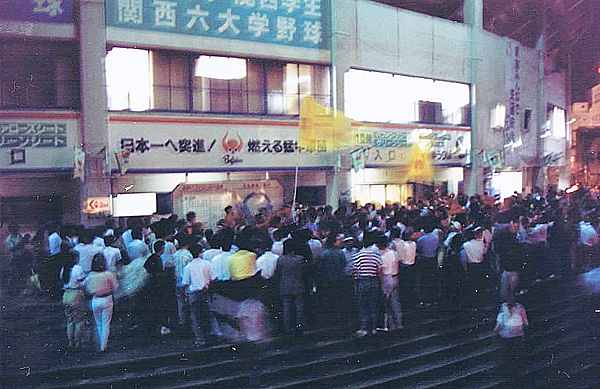
日生球場の正面入口（1989年）

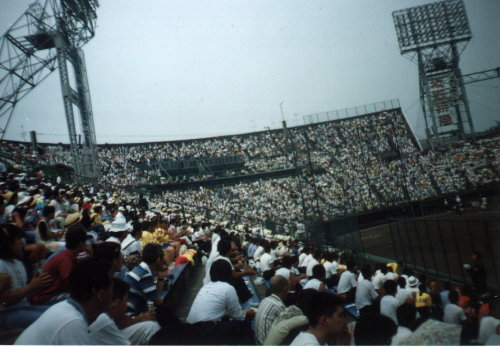
日生球場（一塁側スタンドから、1992年撮影）

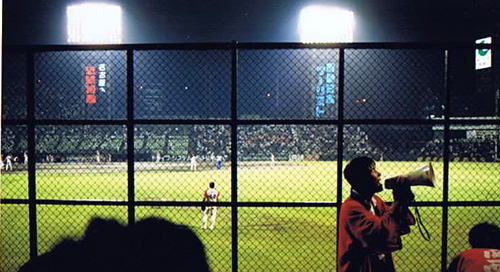
日生球場（ライトスタンドから、1990年撮影）

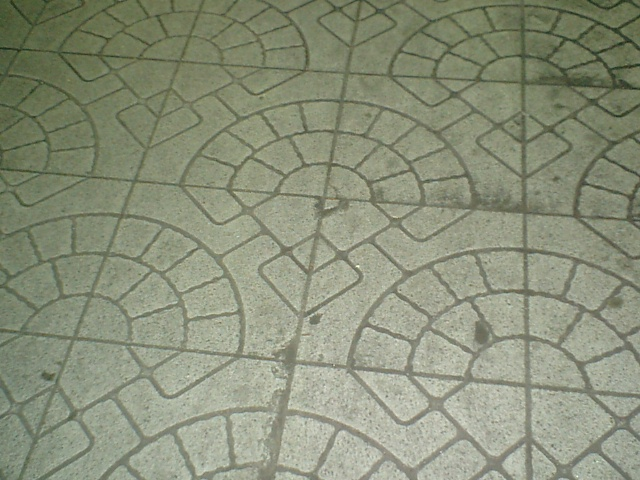
日生球場跡地近くの歩道は、野球場を模ったブロックにより舗装されている（2005年撮影）

日本生命球場（にほんせいめいきゅうじょう、Nippon Life Insurance Baseball Stadium、1950年 - 1997年）は、かつて大阪府大阪市中央区森ノ宮中央二丁目1-55にあった野球場で、名称の通り日本生命保険（日生）が所有し、日生が10%を出資する関連会社の株式会社日本生命球場が運営していた。通称は「日生球場」（にっせいきゅうじょう）。

## 歴史

### 建設までの経緯
戦後間もない1940年代後半、大阪市に本社を置く日本生命によって、市民にも広く開放する従業員の厚生施設として、野球場の建設が計画された。
GHQからは野球場を建設する資材を住宅建設に回すように勧告を受けたが、当時の大阪には市民に開放された野球場が少なく、日本生命はスポーツを通じて地域社会に貢献するため、建設を決断した。
1948年に復活した日本生命硬式野球部は戦時中、隣接する生野高等女学校（現在の府立桃谷高校）拡張のためにグラウンドの一部を売却し、戦後すぐの1946年には残った部分を生野区役所拡張のため売却するなどして自社グラウンドを失っていたため、野球部員も強く野球場建設を欲していた。

### 建設 - 草創期
球場は大阪陸軍造兵廠の南隣に位置し、米軍による爆撃で焼け野原と化していた大阪市東区森之宮西之町（現：同市中央区森ノ宮中央2丁目）の広大な一画を用地として建設されることとなった。総工費は6000万円で、設計および工事は大林組が担当。1950年3月15日に着工し、6月28日に竣工。29日に関西大学野球部と明治大学野球部を招いて日本生命野球部との招待試合が行われ、30日に落成式が挙行された。
7月1日の毎日オリオンズ対南海ホークス戦を皮切りに、1950年にはプロ野球公式戦が21試合行われたが、使用の半数以上を会社や学校などのアマチュア野球やレクリエーション利用が占めた。また、建設当時は用地取得が十分に進まなかったこともあり、外野フェンスが直線の四角い形をした狭いグラウンドで左中間および右中間が浅く、本塁打が出やすい球場であった。また、下柳剛の証言によると両翼が実測80m程度であったとのこと。内野スタンド1万4000人、外野芝生席9000人、計2万3000人を収容することができた。
その後もセ・リーグ公式戦が年10試合前後行われたが、1954年シーズン終了後に日本生命はアマチュア専用球場とする方針を打ち出し、以降3年間プロ野球の試合は行われなくなった。この年のシーズンオフに外野フェンスの拡張工事が行われ、直線であった外野フェンスが丸みを帯びたものとなった。交通の便も良い上にプロ野球の試合がなく平日も利用できるため、1955年に関西六大学リーグが主会場を阪急西宮球場から本球場に移転。1956年からは近畿大学野球リーグの主会場となり、1997年まで連盟事務所が球場内に設けられた。その後も閉場まで全国高等学校野球選手権大会大阪大会や社会人野球、学生野球など関西のアマチュア野球の会場として利用された。

### 近鉄球団の本拠地化
1958年、日本生命は近鉄パールス（後の大阪近鉄バファローズ）の親会社だった近畿日本鉄道から「準本拠地として夜間だけ球場を使わせてほしい」という要望を受けた。近鉄は当時、本拠地（専用球場）の藤井寺球場にナイター設備がなかったため、ナイターの試合は大阪球場を借りて開催していた。しかし、大阪球場を所有する南海の試合日程が優先され、利用料の負担も大きいことから本球場の使用を要望し、日本生命が了承。近鉄が7000万円をかけて照明灯などナイター設備を新設し、日本生命に譲渡した。当時パ・リーグは3球団（近鉄、阪急、南海）が関西を本拠地にしていたことから、近鉄沿線である名古屋圏への本拠地移転の声もあったが、パ・リーグ総裁の決定によって3年間の本球場の使用が認められた。日本生命にとってもアマチュア専用では維持が厳しく、ナイター設備など施設の充実はアマチュア野球のためになるという判断があった。これ以降、近鉄はナイターを中心に主催試合の大部分を本球場で開催したため、野球協約上の本拠地は藤井寺球場のまま本球場が実質的な本拠地となった。
1959年2月に球場の運営会社として株式会社日本生命球場を設立。土地と建物を日本生命から借り受け、球場貸出料と広告料などで運営を賄うことになった。1960年に近鉄の名古屋移転が見送りとなり、本球場は大改修を立案。住民の反対や娯楽分野への設備投資を抑制する閣議決定を受けて一時計画は頓挫したものの、1963年4月に総工費1億2000万円をかけた改修工事が完了した。設備は一新され、新設されたボックス席480席を含む収容人数2万500人となった。近鉄が公式戦と練習をあわせて年間70日使用し、収入面ではプロ野球興行にかなり依存していたが、1973年に近鉄は藤井寺球場にナイター設備を設置して移転すると日本生命に通告した。しかし、周辺住民の反対で藤井寺球場のナイター設備の設置工事が中断したため、引き続き本球場は近鉄の主催試合に使用された。
1970年代には日本野球機構やパ・リーグ事務局がナイターの照度が不充分で選手のプレーに支障をきたすことなどを問題視し、一時は球団の本拠地を愛知県（中日（ナゴヤ）球場）や三重県など近鉄沿線の中京地区へ移転することも検討された。しかし、愛知県を保護地域とする中日ドラゴンズの独占権益が侵される恐れがあることやファンの分散化による不利益が生じる可能性など問題点が多々あったことから、本拠地移転は見送られた。1975年に照度アップの工事が行われた。1979年にパ・リーグ初優勝を決めた近鉄ナインは試合が行われた阪急西宮球場から祝勝会会場となった本球場に直接戻り、ファンが見守る中でビールかけを挙行している。
また、本球場では3万人以上収容の球場での開催が義務づけられているオールスターゲームや日本シリーズが開催できないため、1979年と1980年の広島東洋カープとの日本シリーズやその前のプレーオフは大阪球場を間借りして開催した。
1984年、藤井寺球場にナイター設備が完成し、近鉄は同年のシーズンから主催試合の大部分を同球場で開催。これに伴い本球場での試合数は1984年に19試合、以降も年間10試合前後と大幅に減少した。
なお、1977年には関西学生アメリカンフットボール連盟公式戦の関西学院大学ファイターズ対京都大学ギャングスターズ戦が行われている（関京戦）。この試合は「涙の日生球場」として語り継がれることになった。本球場でアメリカンフットボールの試合が行われたのはこれが唯一である。

### 幻の南海ホークスの本拠地化
近鉄の準本拠地化に伴い、試合数が減少した1980年代後半、南海ホークスは当時本拠地だった大阪球場を関西空港開港に伴う難波地区再開発計画の一環として閉鎖、解体することを決定（野球場の機能は1990年に停止。その後は住宅展示場となったが、1998年に完全閉鎖し、解体。現在は跡地になんばパークスが建っている）したため、それに代わる新球場を堺市（有力候補として堺大浜球場か中百舌鳥球場）に建設する計画があり、その球場の建設および使用がなされるまで暫定的に本球場や大阪市南港中央野球場などを本拠地にすることが予定されていた。しかし、1988年11月にダイエーに球団譲渡し、本拠地を福岡県福岡市へ移転したことで実現には至らなかった。

### 閉鎖、その後
1985年の東京ドームの建設開始以降、ドーム化などの再開発が検討されたものの、球場付近には遺跡がある可能性が高く、発掘調査に5年以上の期間が想定された。そのため、日本生命は将来の本球場のあり方に議論を重ね、1991年3月に球場以外の用途での再開発計画を発表し、1996年10月に翌1997年限りで球場を閉鎖することを決定した。施設の老朽化が進んだことや耐震基準を満たしていないこと、加えて維持費もかさみ、さらに大阪ドーム（現：京セラドーム大阪）や舞洲ベースボールスタジアム、大阪市南港中央野球場など新しく広い球場が大阪に建設され、47年間の野球場としての使命を完遂したと判断した。
最後のプロ野球公式戦は、1996年5月9日の近鉄対ダイエー戦（ナイター）だった。その試合後、敗戦に激怒したダイエーファンがダイエーの選手が乗るバスに生卵をぶつける事件が発生した（福岡ソフトバンクホークス#生卵事件を参照）。そして、日本野球機構における専用球場の指定も同年限りで抹消された。
1997年11月8日に第7回全日本アマチュア野球王座決定戦が開かれ、関西学生リーグを制して第46回全日本大学野球選手権大会に優勝した近大が三菱重工神戸を5-4で破り、この試合が本球場最後の公式戦となった。同年12月31日に球場は閉鎖され、翌1998年1月31日に株式会社日本生命球場が解散。5月に清算が結了した。
「東の神宮、西の日生」または「関西アマチュア野球のメッカ」と呼ばれる存在であったことから、閉鎖決定前に各アマチュア連盟に行った調査に対して、各連盟は交通の便が良いことなどを挙げ利用継続を希望した。しかし、学生野球が積極的に利用していた本球場は閉鎖され、さらに2000年代以降は近隣の藤井寺球場や阪急西宮球場も閉鎖されていき、関西の学生野球は球場確保に苦労するようになる。
跡地には分譲マンションのモデルルームやコインパーキングが設けられていたが、北側については2013年2月28日に日本生命と東急不動産が跡地活用について事業用定期借地権を設定することに合意。「球場の記憶を継承し、地域に愛され、ともに発展していく」商業施設として再開発されることが両社から発表され、2015年4月27日に「もりのみやキューズモールBASE」が開業した。南側には、スーパーマーケットのライフセントラルスクエア森ノ宮店と家電量販店のエディオン森ノ宮店が出店している。
また、本球場のあった地域の周辺歩道では写真にあるような野球場をモチーフにした舗装パネルが敷かれ、当時の面影を垣間見ることができる。

## 施設
- スコアボード：パネル式

近鉄の主催試合ではDH制に対応するため、得点表示部の右側に両チームの投手を掲示していた。
一時期はバックスクリーンに田辺製薬の「アスパラ」の広告看板が掲示され、本塁打が出た場合にはその電飾が登場する演出もなされていた。また、フェンス広告もカラー看板が採用されていた。村田兆治は著書「人生に、引退なし」の中で、日生球場では近鉄の選手がホームランを打つと噴水が噴き上がる演出がなされており、打たれるとそれを見て増々頭に血が上ったと振り返っている。
観客からはJR大阪環状線および大阪市営地下鉄（当時）中央線の森ノ宮駅下車すぐという立地条件やグラウンドとスタンドの距離が近くて見やすいなどの点が評価されていた。しかし、トイレの不潔さは群を抜いていたと言われ、1970年の太田幸司の入団の際、女性の観客が急増したことにより女性用トイレが増設された。また、それ以外の設備も不十分で、さらに施設の老朽化が著しくなり、選手からも不評だった。
1984年に近鉄でプレーしたドン・マネーは開幕から29試合で8本塁打を放つハイペースで活躍するも、本球場のロッカーがあまりにも不潔でゴキブリやドブネズミが出ることにショックを受け「こんな汚い球場でプレーしたくない」と不満を爆発。さらに家族のホームシックや待遇の悪さもあって、程なく帰国した。

## 交通
- JR西日本大阪環状線・大阪市営地下鉄（現：大阪市高速電気軌道）中央線 森ノ宮駅から徒歩約5分[注 7]

## 想定される埋蔵文化財
球場のあった森之宮地域は上町台地の北東端に位置し、古代から現代に至るまで交通の要衝として繁栄してきた。球場跡地の北には大阪城があり、西には後期難波宮の大極殿跡を中心とする難波宮史跡公園がある。東に隣接するアピオおおさかや森ノ宮ピロティホールの建設による発掘では、西日本有数の貝塚遺構を伴う森の宮遺跡が発見されている。
森の宮遺跡は縄文中期から近世にかけての複合遺跡で、古代の集落の居住地域は貝塚の西の高台部分、要するに現在の球場跡地であった推定されている。難波京において球場跡地や森の宮遺跡を含む一帯は左京三条三坊にあたり、すぐ西側は難波宮であった。江戸時代には大阪城玉造口の与力・同心屋敷があり、それ以前も石山本願寺の寺内町や豊臣期の大阪城三の丸外郭であったとされている。